# Stadium 974
Stadium 974 var en fotbollsstadion i Qatars huvudstad Doha och en av åtta spelplatser under Fotbolls-VM 2022. Stadion öppnades den 30 november 2021 och var en tillfällig stadion, gjord av 974 återvunna fraktcontainrar, som efter världsmästerskapet monterades ned.

## Design och konstruktion
Stadion ritades av Fenwick Iribarren Arkitekter. Den byggdes på en 450 000 kvadratmeter stor plats vid vattnet, hade en modulär utformning och innehöll 974 återvunna fraktcontainrar som en hyllning till platsens industrihistoria och den internationella landskoden för Qatar (+974). Några av containrarna inrymde stadions bekvämligheter som toaletter och koncessioner. Hela strukturen var utformad för att kunna demonteras och monteras ihop igen på annan plats; det var den första tillfälliga arenan i FIFA:s VM-historia.